# St. Bartholomäus (Cheb)

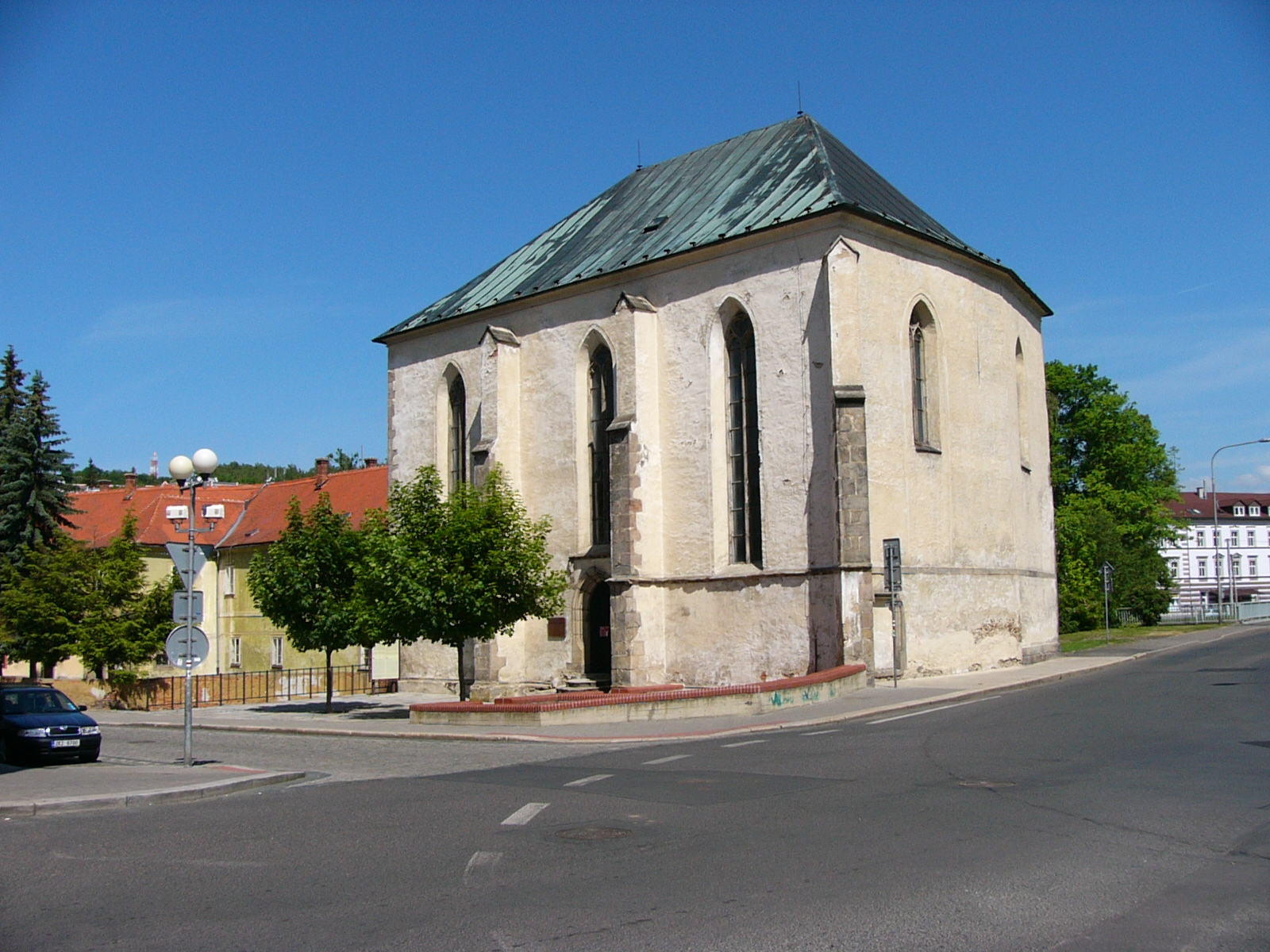
Ansicht der ehemaligen Kirche

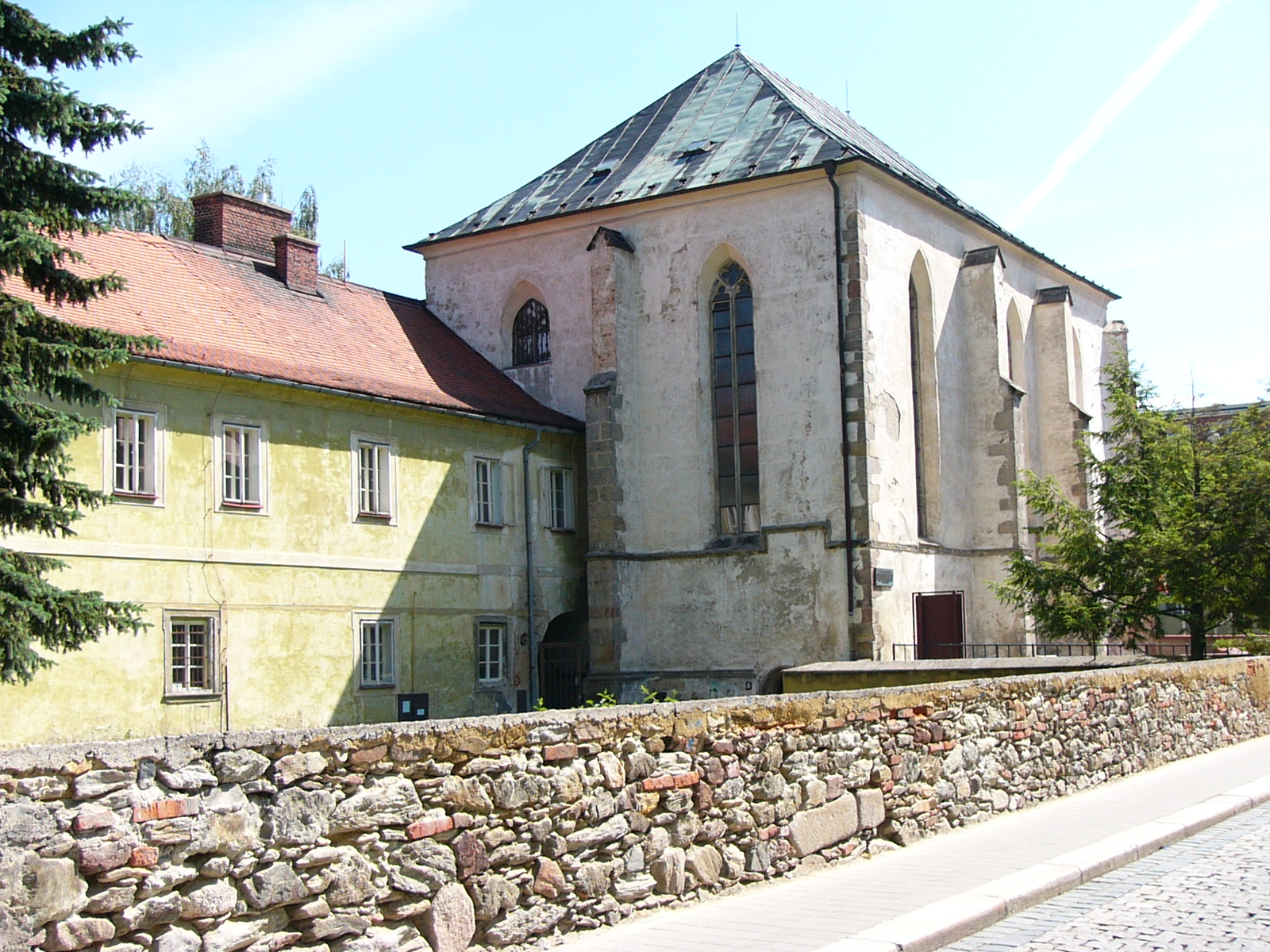
Ansicht mit angrenzendem Gebäude der Kommende

Die St.-Bartholomäus-Kirche war eine Bartholomäuskirche aus der Zeit der Gotik in der historischen Innenstadt von Cheb (Eger) in Tschechien.
Die gotische Einstützenkirche von 60 Fuß Länge und 30 Fuß Breite mit stumpf abgewinkeltem Ostabschluss, von einer Familie von Asch gestiftet und von den Kreuzherren mit dem Roten Stern erbaut, grenzte ursprünglich direkt an den inneren Brucktorturm. Der Haupteingang, ein profiliertes Spitzbogenportal aus der Zeit um 1320 lag in der Mitte der Südwand (heute vermauert). Der heutige Eingang befindet sich im Westen von der Seite der Kommende, einem einstöckigen, schmucklosen Gebäude aus der Barockzeit, das direkt an die Kirche anschließt. Die St.-Wenzels-Kapelle, 1347 von Niklas Walther von Hof gestiftet, mit südlichem Anschluss an die St.-Bartholomäus-Kirche erbaut, wurde 1945 nach Beschädigungen abgerissen.
In der Pfarrei St. Bartholomäi, bis 1945 unter dem Patronat der ritterlichen Kreuzherren mit dem Roten Stern, lebten 1905 im Stadtgebiet von Eger/Cheb südlich des Marktplatzes bis zur Kaiserburg etwa 2230 katholische und 33 evangelisch-lutherische Einwohner. Die größere Pfarrei St. Nikolaus unter dem Patronat der Stadt Eger hatte etwa 21.107 katholische, 1.667 evangelisch-lutherische, etwa 550 jüdische und 3 konfessionslose Einwohner.
Die Kirche der Kreuzherren wurde Ende des Zweiten Weltkriegs (1939–1945) bei einem Luftangriff stark beschädigt und in den 1960er Jahren wieder aufgebaut. Die ehemalige Einrichtung wurde dabei zugunsten einer freien Ausstellungsfläche beseitigt. Teile der Inneneinrichtung befinden sich im Museum Cheb im Pachelbelhaus.